# Etalage (Israëls)
Etalage is een schilderij van de Nederlandse kunstschilder Isaac Israëls, geschilderd tussen 1894 en 1898, olieverf op doek, 59 × 64 centimeter groot. Het geeft in impressionistische stijl een straatscène weer, met voorbijgangers die de vitrine van een modezaak bekijken. Het werk bevindt zich in de collectie van het Rijksmuseum Amsterdam. Het maakt deel uit van het legaat van het kunstverzamelaars-echtpaar Drucker-Fraser.

## Context
Net als zijn collega-impressionist George Hendrik Breitner, werd Israëls vanaf zijn komst naar Amsterdam in 1886 gefascineerd door het stedelijke straatleven. Aanvankelijk was hij echter terughoudend om er ook 'en plein air' te gaan schilderen. Hij werkte bijna altijd binnen, in zijn atelier of in andere besloten ruimtes, ook als hij straattaferelen schilderde. Zo huurde hij in 1893, speciaal voor zijn werk, een kamertje boven een garen- en bandwinkeltje aan de Amsterdamse Nieuwendijk, om van daaruit onder andere de tegenover gelegen hoedenwinkel van de firma Mars te schilderen. In het Groninger Museum is een versie te zien van de fel verlichte winkel bij avond, met toevallige voorbijgangers en een groepje mensen die de uitnodigende etalage bekijkt.
Hoewel Israëls al in 1891 een vergunning had aangevraagd om buiten te mogen schilderen, zou hij zich pas vanaf 1894 ook daadwerkelijk op straat begeven om er te schilderen, getuige enkele krantenberichten uit die tijd, die meldden dat nieuwsgierigen door een politieagent op afstand moesten worden gehouden. Wellicht was dat waar Israëls eerder steeds bang voor was geweest en mogelijk ook de reden dat hij er zich in de daarop volgende tijd niet direct volledig aan overgaf.

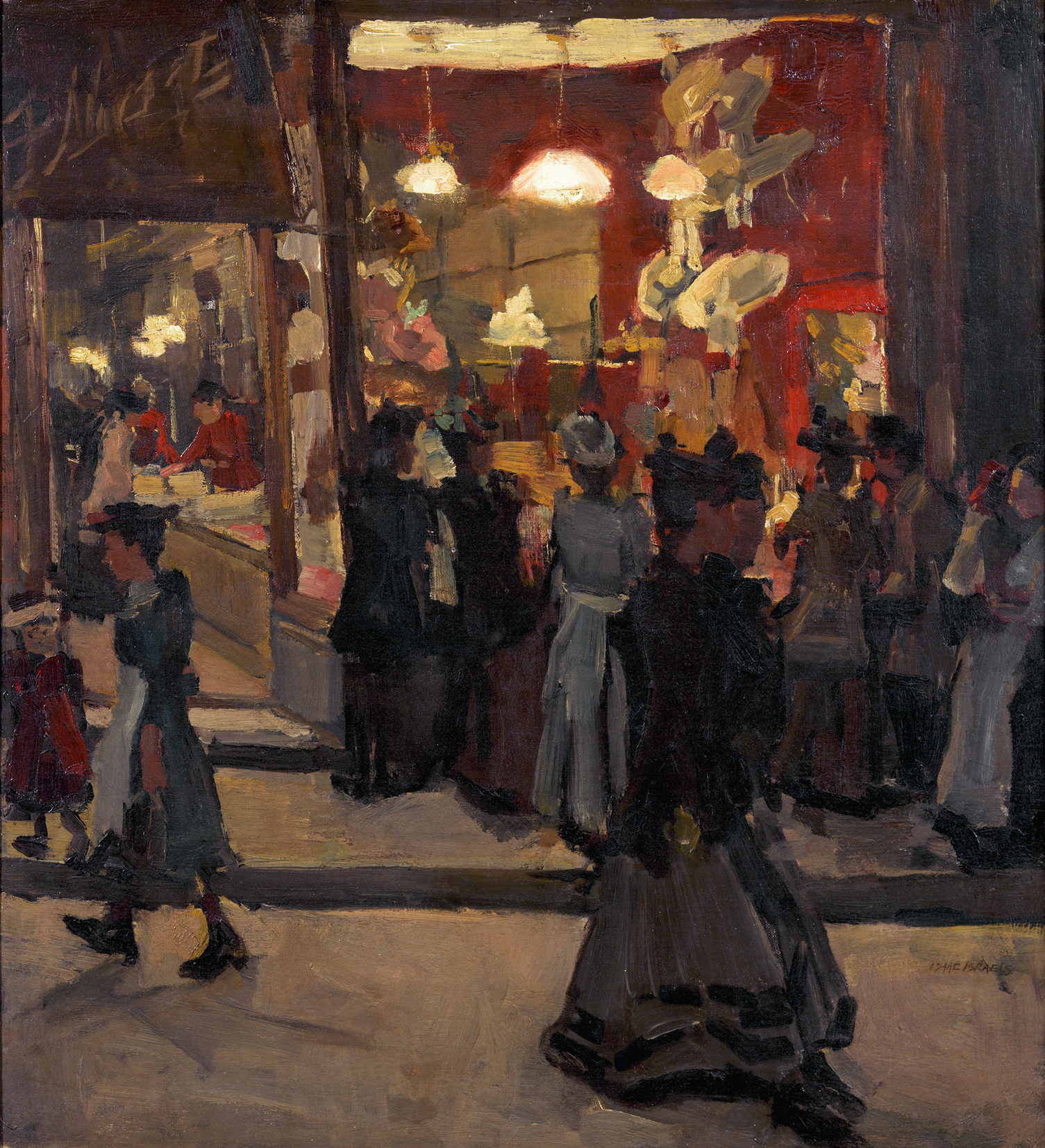
Hoedenwinkel, 1893

Ook het waarschijnlijk na 1894 gemaakte Etalage is nog 'binnen' geschilderd en op een vergelijkbare wijze geconcipieerd als het schilderij van de hoedenwinkel van Mars: nog steeds vanuit het raam van de door hem gehuurde tegenoverliggende kamer aan de Nieuwendijk. De hier weergegeven etalage lag rechts van die van de hoedenwinkel, zoals ook vanuit het gezichtspunt kan worden afgeleid.

## Afbeelding
Etalage toont de helder verlichte vitrine van kinderkledingzaak Bahlmann & Co bij avond, vanuit het gezichtspunt van de tegenoverliggende, door Israëls gehuurde kamer op de eerste etage. Een geïnteresseerd echtpaar bekijkt het aanbod en de aanbiedingen, van rechts lijkt een meisje als in een 'snapshot' het schilderij in te lopen.
De opzet van het schilderij is sterk schetsmatig, ogenschijnlijk snel geschilderd, in grote kleurvlakken met felle accenten. De jurkjes zijn keurig gerangschikt naar kleur, waardoor er diagonale stroken rood, lichtblauw en wit ontstaan. Het in de ruit weerkaatsende licht en de oplichtende kleding contrasteert sterk met de donkere omgeving en figuren, waarmee de artikelen des te meer aantrekkelijk lijken, als horend bij een schier onbereikbare droomwereld.
Het werk is geschilderd in Israëls' typische losse, impressionistische toets. Het onderwerp beoogt het weergeven van een toevallig, voorbijgaand moment, een impressie, zoals de impressionisten dat nastreefden. De invloed van de fotografie is herkenbaar, net als de verwantschap met het werk van Breitner, die eveneens een voorkeur had voor stadsgezichten bij avond. Er is veel aandacht voor de effecten van de toen net aangelegde gasverlichting en de kunstmatig verlichte etalages, die in die tijd net hun intrede deden in de stad. Beide schilders gaven aldus een nieuwe draai aan een Nederlandse traditie die al eeuwenlang bestond, de nachtscène, maar ditmaal met het kunstlicht van de vooruitgang.

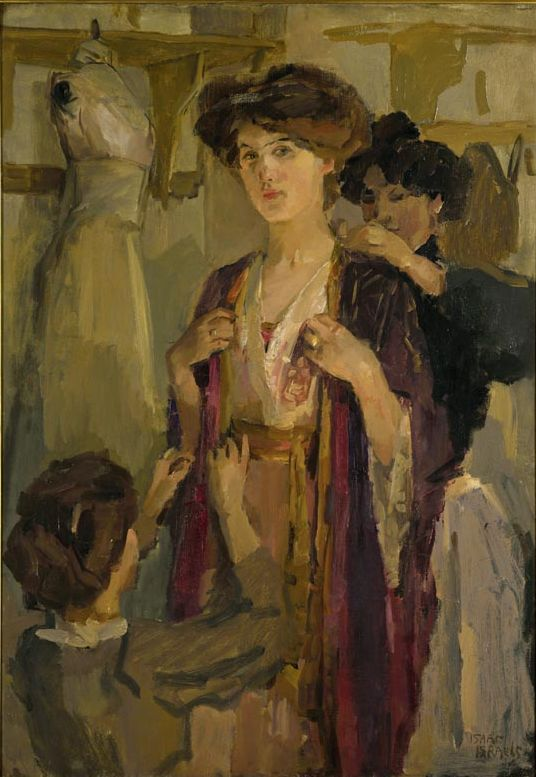
Essayeuse, 1903-1909

## Israëls en mode
De interesse van Israëls voor etalages en modezaken is niet geheel toevallig te noemen. Hij zou zich altijd bijzonder aangetrokken voelen tot de modewereld. Rond 1900 bracht hij bijvoorbeeld verschillende activiteiten in beeld bij het modehuis Hirsch & Cie aan het Leidseplein, in opdracht van de eigenaar. Door bemiddeling van Hirsch mocht hij in 1903 ook naar Parijs om er te schilderen bij het grote modehuis Paquin aan de Rue de la Paix. Later schilderde hij er ook voor modehuis Décoroll aan de Place de l'Opera. Het leverde hem een schat aan onderwerpen op. Het doek Essayeuses in het Dordrechts Museum is daar een mooi voorbeeld van. De modewereld was voor Israëls een soort van droomwereld die het grauwe leven van alledag kon verheffen en oplichten. Het maakte het leven lichter en vrolijker en dat was precies wat Israëls in zijn werk probeerde uit te stralen.